# Berzoles riests
Berzoles riests este o arie protejată (arie specială de conservare — SAC, sit de importanță comunitară — SCI, arie de protecție specială avifaunistică — SPA) din Letonia întinsă pe o suprafață de 103,44 ha, integral pe uscat.

## Localizare
Centrul sitului Berzoles riests este situat la coordonatele 57°20′09″N 26°15′21″E / 57.3358°N 26.2557°E.

## Înființare
Situl Berzoles riests a fost declarat arie de protecție specială avifaunistică în decembrie 2003 pentru a proteja 1 specie de animale. Alte tipuri de protecție:
- sit de importanță comunitară (în mai 2004)
- arie specială de conservare (în mai 2004)[1][3][4]

## Biodiversitate
Situată în ecoregiunea boreală, aria protejată conține 3 habitate naturale: Mlaștini oligotrofe degradate, capabile încă de regenerare naturală, Taiga vestică, Mlaștini împădurite.
La baza desemnării sitului se află o specie protejată de  păsări:  cocoș de munte (Tetrao urogallus).
Pe lângă speciile protejate, pe teritoriul sitului au mai fost identificate 2 specii de plante.